# Иракли Гарибашвили
Иракли Гарибашвили (груз. ირაკლი ღარიბაშვილი; Тбилиси, 28. јун 1982) је грузијски предузетник и бивши председник владе Грузије.
У политику је ушао као блиски сарадник бившег грузијског премијера Бидзине Иванишвилија у октобру 2012. године. У Иванишвилијевом кабинету је служио као министар унутрашњих послова од 2012. до 2013. године. Иванишвили је новембра 2013. добровољно ступио са функције председника владе и именовао Гарибашвилија својим наследником. Наследио га је Гиорги Квирикашвили након што је Гарибашвили поднео оставку.
Он је други најмлађи вођа неке државе на свету, одмах након Ким Џонг Уна.